# Софийско метро
Софийското метро е единственото метро в България. Въведено е в експлоатация на 28 януари 1998 г. Към 2025 г. има обща дължина 52 km с 47 метростанции.
Метрото е обявено за национален обект, което означава, че неговото строителство се финансира както от общинския, така и от националния бюджет, а също и от европейски фондове.

## История

### Проектиране
Първите проучвания и планове за строителство на подземен транспорт в столицата са осъществени в края на 1960-те години. През 1972 г. Министерският съвет одобрява Технико-икономически доклад, а през 1973 г. е създадена специализираната проектантска организация „Метропроект“. През 1974 г. въз основа на Технико-икономическия доклад с решение на Изпълнителния комитет на Столичния народен съвет е приета генерална схема за развитие на линиите на метрото, съгласно която метромрежата ще се състои от 3 метродиаметъра с обща дължина 72 km, 75 метростанции и средно разстояние между тях 1 km.
Метродиаметрите по генералната схема са следните:
- Първи метродиаметър: ж.к. „Люлин“ – Център – ж.к. „Младост“ / ж.к. „Дружба“ – Летище София
- Втори метродиаметър: кв. „Обеля“ / кв. „Илиянци“ – Център – кв. „Драгалевци“ / ж.к. „Студентски град“
- Трети метродиаметър: кв. „Васил Левски“ / кв. „Слатина“ – Център – кв. „Горна баня“ / кв. „Княжево“

Линиите се пресичат в централната градска част във формата на триъгълник с върхове: пл. „Св. Неделя“, Софийски университет „Св. Климент Охридски“, Национален дворец на културата.
Според първоначалната генерална схема, след днешната метростанция „Сердика“ трасето на „Първи метродиаметър“ е трябвало да продължи по бул. „Дондуков“, а след СУ „Св. Климент Охридски“ – по бул. „Цариградско шосе“ (тогава бул. „В. И. Ленин“). Изменението на трасето става през 1993 г.
„Втори метродиаметър“, според първите разработки, е трябвало да започва от кв. „Илиянци“ до кв. „Хладилника“, с бъдещо разширение към ж.к. „Надежда“ и кв. „Обеля“. След влизането в експлоатация на метростанция „Обеля“, през 2003 г., се прави промяна на генералната схема и се изгражда участъка Обеля – Надежда – Хладилника, като връзката с „Илиянци“ остава за бъдещо развитие.
През 1975 г. с разпореждане на МС Държавното стопанско обединение „Хидрострой“ е определено за главен изпълнител на метрото. В рамките на предприятието е създадена специализирана строителна организация „Метрострой“, която през 1980-те години се обособява в самостоятелна фирма. През 1989 г. „Метрострой“ е преобразуван в общинска фирма и просъществува до 1999 г., когато е обявена в ликвидация поради тежко финансово състояние.
С разпореждане на МС от 1975 г. е създадена дирекция „Метрополитен“ към Столична община, която финансира изграждането на обекта, доставя оборудване, подготвя и осъществява експлоатацията (сега общинска фирма „Метрополитен“ ЕАД). След 1990 г. фирма „Метропроект“ е преобразувана в общинско дружество („Метропроект“ ООД), приватизирано през 2000 г.

### Съвременно развитие
- На 28 януари 1998 г. е въведен в експлоатация първият участък от първия радиус на „Първи метродиаметър“ с 5 метростанции и дължина 6,5 km. В експлоатация влизат метростанциите „Сливница“, „Люлин“, „Западен парк“, „Вардар“ и „Константин Величков“.
- На 17 септември 1999 г. е въведена в експлоатация метростанция „Опълченска“.
- На 31 октомври 2000 г. е въведена в експлоатация метростанция „Сердика“, като общата дължина на трасето на първия метрорадиус е 8,1 km със 7 метростанции.
- На 20 април 2003 г. е въведена в експлоатация метростанция „Обеля“, като действащият участък се свързва с ж.к. „Обеля“ с нов участък от 1,8 km, като с това първият радиус е изграден.
- На 8 май 2009 г. е въведен в експлоатация нов радиус от „Първи метродиаметър“ с дължина 5,7 km и 5 метростанции. В експлоатация влизат метростанциите: „Стадион „Васил Левски“, „Жолио Кюри“, „Г. М. Димитров“, „Мусагеница“ и „Младост 1“. Метростанция „СУ „Св. Климент Охридски“ не е пусната в експлоатация, връзката с действащия радиус се осъществява по северния тунел. Няколко месеца двата радиуса на „Първи метродиаметър“ действат автономно.
- На 7 септември 2009 г. двата радиуса са съединени и е открито непрекъснато движение по цялата линия.
- На 8 септември 2009 г. на официална церемония, в присъствието на японския посланик, е открита метростанция „СУ „Св. Климент Охридски“.
- На 25 април 2012 г. на официална церемония, в присъствието на председателя на Европейския съвет Херман Ван Ромпой, са открити метростанциите „Интер Експо Център – Цариградско шосе“ и „Младост 3“.
- На 31 август 2012 г. на официална церемония, в присъствието на председателя на Европейската комисия Жозе Мануел Барозо, е пуснат в експлоатация „Втори метродиаметър“ с дължина 13 km и 11 метростанции.
- На 2 април 2015 г. на официална церемония, в присъствието на премиера Бойко Борисов, кмета на София Йорданка Фандъкова, министъра на транспорта Ивайло Московски, министъра на регионалното развитие и благоустройството Лиляна Павлова и министъра на околната среда и водите Ивелина Василева, е открит северният лъч на „Първи метродиаметър“ с 4 нови метростанции: „Дружба“, „Искърско шосе“, „Софийска Света гора“ и „Летище София“.
- На 8 май 2015 г. на официална церемония, в присъствието на вицепрезидента на ЕК Кристалина Георгиева, президента Росен Плевнелиев, министър-председателя Бойко Борисов и кмета на София Йорданка Фандъкова, е открит южният лъч на „Първи метродиаметър“ с 3 метростанции: „Александър Малинов“, „Академик Александър Теодоров – Балан“ и „Бизнес парк София“.
- На 20 юли 2016 г. на официална церемония е открита метростанция „Витоша“.
- На 26 август 2020 г. е въведен в експлоатация „Трети метродиаметър“. Разклонението на „Първи метродиаметър“ в посока летище „София“ е назовано М4, с жълт цвят на картата.

Първите строителни работи започват на 6 март 1978 г. по най-натоварената линия в ж.к. „Люлин“, като започва изграждането на „Първи метродиаметър“ – от ж.к. „Люлин“ до пл. „Независимост“ с метростанции „Вардар“ и „Люлин“.
Във връзка със строителството на НДК и оформянето на околното пространство, в периода 1980 – 1981 г. е проектирана и изградена техническа инфраструктура за „Втори метродиаметър“. Построени са частично конструктивните части на 2 метростанции и тунелите между тях. Метростанцията за „Трети метродиаметър“ не е строена. Изградени са:
- метростанция „Национален дворец на културата“ – в началото на парка пред НДК (част от метростанцията и южният вестибюл);
- метростанция „Европейски съюз“ – близо до Национален музей „Земята и хората“ и хотел „Хемус“ (северната част от метростанцията и северният вестибюл откъм подлеза при музея).

Тежката финансова криза от края на 1980-те и началото на 1990-те години силно затруднява изграждането на метрополитена, пусковите срокове неколкократно са отлагани. Активните строителни дейности са възобновени след 1995 г. След 1990 г. при благоустрояването на площада пред гара „Подуяне“ са изградени няколко десетки метра тунел и е заложена конструкция на метростанция, част от планирания „Трети метродиаметър“.
През 2004 г. започва подготовката, а през 2005 г. – и строителство на продължението на Първи метродиаметър през центъра на града от пл. „Независимост“ до „Интерпред“ в кв. „Изгрев“ с нов участък от 4,8 km и 3 метростанции. Срокът за завършване е краят на 2007 г. За главен изпълнител на обекта е избрана японската фирма „Тайсей корпорейшън“. В началото на 2008 г. срокът за изграждане на участъка пл. „Независимост“ – Национален стадион „Васил Левски“ е удължен до 2009 г. Паралелно с него в началото на 2006 г. започва да се изгражда и участъкът от „Интерпред“ до ж.к. „Младост 1“ с дължина 3,2 km и 3 метростанции.
През юли 2007 г. Министерството на транспорта утвърждава тръжната документация за избор на главен изпълнител на „Втори метродиаметър“ от метрото в участъка пътен възел „Надежда“ – Хотел „Кемпински-Зографски“. Строителството на тази отсечка започва през 2008 г. и завършва през 2012 г. На 22 юли 2008 г. са обявени изпълнителите, избрани на проведения втори търг:
- турската фирма „Доуш иншаат ве тиджарет“ АД строи участъка от надлез „Надежда“ до бул. „Патриарх Евтимий“ с дължина 3,8 km и 4 метростанции;
- Обединение „Метротрейс“ строи участъка от бул. „Патриарх Евтимий“ до бул. „Черни връх“ с дължина 2,6 km и 3 метростанции.

Договорите с тях са подписани на 27 август 2008 г. Срокът за изпълнението на проекта е 45 месеца и завършва през 2012 г. Първата копка е направена на 14 декември 2008 г. Въвеждането в експлоатация е 31 август 2012 г.
Строителството на отсечката ж.к. „Младост“ – Летище София с дължина 7,1 km по план започва през 2009 г. и завършва през април 2015 г. Изграждането се извършва поетапно:
- I етап – от ж.к. „Младост 1“ до бул. „Цариградско шосе“ с дължина 2,14 km. Търгът за участъка е спечелен от Обединение „Метро Младост“, в което влизат 2 дъщерни дружества на „Трейс Груп Холд“ АД („Пи Ес Ай“ АД – Стара Загора и „Трейс-София“ ЕАД – София), както и „Адвал“ АД, „Стройинжект“ АД и 3 подизпълнителя. Строителството започва на 15 февруари 2009 г. В експлоатация е от 25 април 2012 г.
- II етап – от бул. „Цариградско шосе“ до бул. „Искърско шосе“ с дължина 2870 м и 2 броя подземни метростанции.
- III етап – от бул. „Искърско шосе“ до Летище София с дължина 2090 м, включващ мост и една метростанция, последната метростанция, разположена на моста – надземна, изградена в съседство с летищен „Терминал 2“. В експлоатация е от 2 април 2015 г.

На 25 април 2013 г. в присъствието на президента Росен Плевнелиев е даден старт и на отклонението от метростанция „Младост 1“ до Бизнес парк София. Отсечката е с дължина 2,7 km с 3 метростанции. Срок на строителството – до април 2015 г. Въведена в експлоатация – на 8 май 2015 г.

## Технически данни
Максимално допустимата скорост на подвижния състав е 80 km/h, при средна скорост 39 km/h. Максималната превозна способност е 50 хил. пътници в час в една посока. Минимално допустимият от транспортната автоматика интервал между съставите е 90 секунди. Междурелсието е стандартно – 1435 мм.
Захранването на подвижния състав е с постоянен ток с номинално напрежение 825 V чрез трета (контактна, електропроводяща) релса при Първа, Втора и Четвърта метролиния и 1500 V чрез пантограф при Трета метролиния. В станция с жп коловоз откъм дългите перонни страни токоотдаващата релса е между перона и жп коловоза, носещ тежестта на метрополитен влаковете, а в станции, в които перонът/пероните е/са между тунелната стена и двата съседни жп коловоза, а също така и върху естакадни мостове (в тунел, с частично прозрачен покрив, над земната повърхност са около 1,1 km между станция „Летище София“ и станция „Искърско шосе“, около 1,5 km над бул. „Проф. Марко Семов“ между станция „Г. М. Димитров“ и станция „Младост 1“, около 1 km между станция „Бели Дунав“ и станция „Сливница“ над бул. „Панчо Владигеров“) контактните токоотдаващи релси (по една за всеки жп коловоз) са между релсите, понасящи тежестта на метровлаковете.

## Линии
| Линия | Лого | Откриване     | Дължина | Брой станции | В строеж | В строеж | Планирана дължина | Планирани станции |
| Линия | Лого | Откриване     | Дължина | Брой станции | Дължина  | Станции  | Планирана дължина | Планирани станции |
| ----- | ---- | ------------- | ------- | ------------ | -------- | -------- | ----------------- | ----------------- |
| M1    |      | 28.01.1998 г. | 17,6 km | 16           | 0 km     | 0        | 19,3 km           | 19                |
| M2    |      | 31.08.2012 г. | 11,7 km | 13           | 0 km     | 1        | 14,5 km           | 16                |
| M3    |      | 26.08.2020 г. | 11,2 km | 12           | 2,8 km   | 3        | 14,0 km           | 15                |
| M4    |      | 26.08.2020 г. | 23,0 km | 20           | 0 km     | 1        | 22,1 km           | 20                |
| M5    |      |               | 0 km    | 0            | 0 km     | 0        | 16,0 km           | 17                |
| M6    |      | 2027 г.       | 0 km    | 0            | 5,5 km   | 6        | 16,8 km           | 15                |
| Общо  | Общо | Общо          | 48,4    | 47           | 8,3      | 10       | 72,5 km           | 75                |

### Първи метродиаметър (линии М1 и М4)
Трасето и метростанциите от Първи метродиаметър по направление северозапад-югоизток се строят активно от 1980-те години. Към април 2015 г. в експлоатация е участък от ж.к. „Обеля“ до Летище София с обща дължина 25 km и 20 метростанции.
Линията свързва направлението ж.к. „Обеля“ – ж.к. „Младост“ и Летище София. В западната си част линията се свързва с Втори метродиаметър с метростанция „Ломско шосе“ при кръстовището на бъдещата „Западна тангента“ и бул. „Ломско шосе“. Метростанция „Сердика“ е трансферна с метростанция „Сердика 2“, между които е осъществен преход.
В източния си дял Първи метродиаметър се разделя на 2 лъча:
- северен: към ж.к. „Дружба“ и Летище София;
- южен: към ж.к. „Младост“ и Бизнес парк София.

На 12 февруари 2009 г. с Решение на СОС са приети настоящите имена на метростанциите в участъка пл. „Независимост“ – ж.к. „Младост 1“, включващи съставките „бул.“, „ул.“ и грешно изписаното „ЖК“. С това решение е нарушено единството на имената от първи и втори метродиаметър, а също така приетите имена противоречат на традициите в наименуването на метростанции. Названието на метростанция 10 при „Интерпред“ е прието с правописна грешка – „ул. Жулио Кюри“ вместо правилното „ул. Жолио Кюри“. Впоследствие грешката в названието е поправена и от имената на метростанциите отпадат съставките „бул.“, „ул.“ и „ЖК“ След влизането в експлоатация, изписването на името на метростанцията претърпява нова промяна – по стените на пероните е изписано като „Ф. Жолио-Кюри“ (пълното име на историческата личност е Жан Фредерик Жолио-Кюри, а на изходите са поставени табели с новото име. Във влаковете метростанцията се обявява като „Жолио Кюри“, тъй като нейното име официално не е променяно.
На 16 април 2009 г. започват тестовите изпитания с метровлакове по новия участък от метростанция „Стадион „Васил Левски“ до метростанция „Младост 1“. През август 2009 г. се извършват нощните тестове по централния участък, а от 3 септември 2009 г. – 24-часовите тестове, което означава, че метровлаковете се движат по реално разписание по цялата линия, но без пътници в участъка от метростанция „Сердика“ през метростанция „СУ „Св. Климент Охридски“ до метростанция „Стадион „Васил Левски“.
На 7 септември 2009 г. централният участък влиза в експлоатация и е осъществено движение по цялата линия. Церемонията по официалното откриване е отложена за следващия ден 8 септември 2009 г.
На 25 април 2012 г. на официална церемония, в присъствието на председателя на Европейския съвет Херман Ван Ромпой, са открити метростанциите „Цариградско шосе“ и „Младост 3“.
На 14 юни 2012 г. Столичният общински съвет (СОС) взема решение за преименуването на метростанция „Цариградско шосе“ на „Интер Експо Център – Цариградско шосе“.
На 2 април 2015 г. отсечката от „Цариградско шосе“ до Летище София е открита за пътническа експлоатация.
На 8 май 2015 г. отсечката от „Младост 1“ до Бизнес парк София и „Младост 4“ е открита за пътническа експлоатация. От тогава линия М1 се движи между станциите „Бизнес парк София“ и „Сливница“, а линия М2 между станциите „Летище София“ – „Обеля“ – „Витоша“, като между „Обеля“ и „Витоша“ М2 се движи по Втори метродиаметър.
На 26 август 2020 г. след откриването на Трети метродиаметър, линия М2 в участъка „Сливница“ – „Младост 1“, движеща се успоредно с М1, е променена на линия М4.
Метростанции
Основно трасе
- Панчо Владигеров (възлова с МД2)[6] – между метростанция „Сливница“ и метростанция „Обеля“, под ж.п. линията София – Калотина, над която ще се изгради ж.п. спирка – в строеж от 10 октомври 2023 г.
- Сливница – в експлоатация от 28 януари 1998 г.
- Люлин – в експлоатация от 28 януари 1998 г.
- Западен парк – в експлоатация от 28 януари 1998 г.
- Вардар – в експлоатация от 28 януари 1998 г.
- Константин Величков – в експлоатация от 28 януари 1998 г.
- Опълченска – в експлоатация от 17 септември 1999 г.
- Сердика (възлова с МД2) – в експлоатация от 31 октомври 2000 г.
- СУ „Св. Климент Охридски“ (възлова с МД3) – в експлоатация от 7 септември 2009 г.
- Стадион „Васил Левски“ – в експлоатация от 8 май 2009 г.
- Фредерик Жолио-Кюри – в експлоатация от 8 май 2009 г.
- Г. М. Димитров – в експлоатация от 8 май 2009 г.
- Мусагеница – в експлоатация от 8 май 2009 г.
- Младост 1 – в експлоатация от 8 май 2009 г.

Западен лъч
- Царица Йоанна – на бул. „Царица Йоанна“ между ж.к. „Люлин 2“ и ж.к. „Люлин 3“ – в проект
- Добринова скала – на кръстовището на бул. „Царица Йоанна“ с бул. „Добринова скала“ – в проект

Северен лъч
- Младост 3 – в експлоатация от 25 април 2012 г.

- Интер Експо Център – Цариградско шосе – в експлоатация от 25 април 2012 г.
- Дружба – в експлоатация от 2 април 2015 г.
- Искърско шосе – в експлоатация от 2 април 2015 г.
- Софийска Света гора – в експлоатация от 2 април 2015 г.
- Летище София – в експлоатация от 2 април 2015 г.

Южен лъч
- Александър Малинов – в експлоатация от 8 май 2015 г.
- Академик Александър Теодоров-Балан – в експлоатация от 8 май 2015 г.
- Бизнес парк София – в експлоатация от 8 май 2015 г.

### Втори метродиаметър (линия М2)
Втори метродиаметър на Софийското метро, според първоначалната генерална схема, е било предвидено да свързва частите на града по направление северозапад-юг – от кв. „Илиянци“ до кв. „Хладилника“. След влизането в експлоатация на метростанция „Обеля“ се решава да се изгради отклонение на югозапад в посока към ж.к. „Надежда“ (като така бъде осъществена връзка с депото), а направлението към кв. „Илиянци“ да бъде изградено в по-далечно бъдеще. Всъщност в приетия нов ОУП трасето е премахнато. Предвидена е техническа връзка с Първи метродиаметър между метростанция „Обеля“ и метростанция „Ломско шосе“, която е изградена на кръстовището на бъдещата „Западна тангента“ и бул. „Ломско шосе“, и преход на Първи метродиаметър на метростанция „Сердика“ и на Трети метродиаметър при НДК.
След влизането в експлоатация на метродиаметъра, линиите не са разделени и т. нар. техническа връзка се използва за пътнически превози.
Всички метростанции са със странични перони с дължина 104 m. Изключение правят само конструктивно изградените през 1981 година при строителството на НДК и при хотел „Хемус“ – те са с островни перони.
При изграждането на метростанция „Сердика 2“, в центъра на София (пред ЦУМ), е разкрит богат на археологически находки пласт, част от древната Сердика. Съхраняването му влиза в противоречие с плановете за изграждането на подземен паркинг и с открития способ за изграждане на метростанцията.
На 24 април 2010 г. във Фейсбук е създадена група, призоваваща да се спасят археологическите находки, намерени при строителството на метрото и за отказ от строителството на подземен паркинг, както и промяна в методите на изграждане на метростанцията (вместо по открития способ да се пристъпи към закрит способ).
След разгорялата се обществена дискусия, отразена и от масмедиите, а също така и с набавянето на финансиране, свързано с опазване на археологията, плановете за построяването на метростанцията са променяни няколко пъти, построяването на подземен паркинг е отменено, а метростанцията се изгражда по подземен начин, като основната част на археологията е запазена, а над нея са изградени покривни конструкции за възстановяване на автомобилното движение.
На 10 юни 2012 г. се провежда ожесточен диспут относно желанието на Министерски съвет да преименува метростанциите „НДК“ и „Свети Наум“ съответно на „Обединена Европа“ и „Музей Земята и хората“. Противниците на преименуването изтъкват аргумента, че условието при наименуване е в наименованието на спирките да се ползват географски топоними. Именно поради тази причина метростанция „Ф. Жолио-Кюри“ не е наименувана на Петър Дънов. В крайна сметка на 14 юни е взето решение да се преименува само метростанция „Свети Наум“, която да носи името „Европейски съюз“. Изтъкната е причината, че е дадено обещание пред председателя на Европейската комисия Жозе Барозо, заради финансирането от страна на ЕС.
На 13 август 2012 г. на Втори метродиаметър е подадено напрежение и по цялата линия е извършено пробно пътуване. С това започват комплексните изпитания на линията. След 25 август влаковете вече започнат да пътуват по реалното си маршрутно разписание по двата диаметъра, но в участъка по Втори диаметър без пътници.
На 31 август 2012 г. линията е въведена в експлоатация за гражданите. От 8 май 2015 г. линия М2 се движи между станциите „Витоша“ – „Обеля“ – „Летище София“, като между „Обеля“ и „Летище София“ линията се движи по Първи метродиаметър.
На 26 август 2020 г. линия М2 е разделена на 2 части:
- От „Витоша“ до „Обеля“ като М2
- От „Обеля“ до „Летище София“ като М4.

Метростанции
Основно трасе
- Панчо Владигеров (възлова с МД1)[6] – между метростанция „Сливница“ и метростанция „Обеля“, под ж.п. линията София – Калотина, над която ще се изгради ж.п. спирка – в строеж от 10 октомври 2023 г.
- Обеля – в експлоатация от 20 април 2003 г.
- Ломско шосе – в експлоатация от 31 август 2012 г.
- Бели Дунав – в експлоатация от 31 август 2012 г.
- Надежда – в експлоатация от 31 август 2012 г.
- Хан Кубрат – в експлоатация от 31 август 2012 г.
- Княгиня Мария Луиза – в експлоатация от 31 август 2012 г.
- Централна ж.п. гара – в експлоатация от 31 август 2012 г.
- Лъвов мост – в експлоатация от 31 август 2012 г.
- Сердика 2 (възлова с МД1) – в експлоатация от 31 август 2012 г.
- НДК (възлова с МД3) – в експлоатация от 31 август 2012 г.
- Европейски съюз – в експлоатация от 31 август 2012 г.
- Джеймс Баучер – в експлоатация от 31 август 2012 г.
- Витоша – в експлоатация от 20 юли 2016 г.
- Кръстова вада – на бул. „Черни връх“ при кв. „Кръстова вада“ – в проект
- Драгалевци – на кръстовището на бул. „Черни връх“ с бул. „Околовръстен път“ при кв. „Драгалевци“ – далечна перспектива

Северен лъч
- Лев Толстой – на бул. „Рожен“ при ж.к. „Лев Толстой“ – далечна перспектива
- Свобода – на бул. „Рожен“ при ж.к. „Свобода“ – далечна перспектива
- Рожен – на бул. „Рожен“ при стоков базар „Илиянци“ – далечна перспектива
- Илиянци – на бул. „Рожен“ при кв. „Илиянци“ – далечна перспектива

Източен лъч 
- МЕТРОСТАНЦИЯ 1 – на кръстовището на ул. „Стефан Савов“ с ул. „Проф. Васил Арнаудов“ в кв. „Витоша“ – в проект
- МЕТРОСТАНЦИЯ 2 – на кръстовището на бул. „Симеоновско шосе“ и ул. „Проф. Иван Странски“ между ж.к. „Студентски град“ и кв. „Малинова долина“ – в проект
- МЕТРОСТАНЦИЯ 3 – на кръстовището на ул. „Акад. Стефан Младенов“ с ул. „Проф. Атанас Иширков“ при „НСА“ в ж.к. „Студентски град“ – в проект
- МЕТРОСТАНЦИЯ 4 – на кръстовището на ул. „Акад. Стефан Младенов“ с бул. „8-ми декември“ при „УНСС“ в ж.к. „Студентски град“ – в проект

През 2012 г. започва изработването на технически проект за удължаване на линията в южна посока с още една метростанция – „Витоша“, а официалното ѝ строителство започва на 1 август 2014 г. Тя ще има изходи към кръстовищата на бул. „Черни връх“ и ул. „Хенрих Ибсен“, както и на бул. „Сребърна“ и бул. „Филип Кутев“ при мол „Парадайс Център“. Плановете на Столичната община са продължението на линията до тази метростанция да бъде изградено за 22 месеца. Предвид ключовото местоположение на новата метростанция, тя би била сериозен фактор за намаляване на трафика в кварталите, разположени около нея, както и по отношение на всички южни квартали. След станцията ще бъде изграден тупик с разстояние 200 м за престой на резервните влакове. Това е необходимо поради факта, че за дълъг период от време станцията ще бъде последна.
Съществуват планове и за още две метростанции – „Черни връх“ и „Драгалевци“, съотвентно първата при кв. „Кръстова вада“, а втората на пресечката на бул. „Черни връх“ с бул. „Околовръстен път“.

### Разделяне на М2 и М4
На 26 август 2020 г. втората линия е разделена на две части: линия М2, минаваща от станция „Витоша“ до станция „Обеля“ и линия М4 тръгваща от станция „Обеля“ до станция „Летище София“. Двете линии се обслужват от едни и същи влакове, но на картите и други места те са показани като отделни линии. Това създава проблеми и влаковете по M2 са през 7 – 8 минути в час пик, защото са зависими от тези на М1. Разделянето е в процес на подготовка за бъдещото изграждане на метростанция „Модерно предградие“, която трябва да раздели трайно линиите и ще им позволи да имат независими разписания.

### Трети метродиаметър (линии М3 и М6)

#### Предистория
Третият диаметър според досегашната генерална схема трябва да свързва югозападната със североизточната част на града. От тази линия са изградени части от трасето край гара „Подуяне“.
Във връзка с изменението на Градоустройствения план на София (ОУП) от Столичната община заявяват, че той ще бъде изграден 80% наземно като леко метро и единствено през централната част на града трасето ще влиза под земята. Същата информация стои и на обновения официален сайт на „Метрополитен“. През юни 2011 г. обаче гл. арх. на София Петър Диков заявява, че Трети метродиаметър ще е класическо метро с отделни открити части.“
В приетия на 16 декември 2009 г. нов ОУП обаче трасето на Трети метродиаметър не съществува. Вместо това то е заменено с т. нар. „скоростен трамвай“. В медийни интервюта са пуснати в обръщение различни наименования: „скоростна железница“, „скоростен трамвай“, „лека железница“ (неудачен превод на „LRT“) и т.н., както и различни варианти на трасето, които обаче не съвпадат с трасето на проектантите на метрото. По този начин са изоставени всякакви надежди, че гръбнакът на транспорта в столицата ще се изгражда по разгърната метросистема.
През 2009 г. са отпуснати средства от европейските фондове за разработване на конкретен маршрут на трасето. За евентуално начало на строителство на т.нар. „скоростен трамвай“ се споменава 2014 г.
На 19 ноември 2009 г. СОС приема измененията в ОУП. Все още няма официално потвърждение кое трасе е одобрено и какво ще се изгражда: класическо метро, леко метро, LRT или скоростен трамвай.
Според Стоян Братоев – изпълнителен директор на столичния „Метрополитен“, Трети метродиаметър ще бъде леко метро, което ще наподобява железницата в Хюстън. На „METRORail“ (железницата в Хюстън, която не е леко метро, а LRT) има средно 11 катастрофи на 1,6 km ж.п. линия, при средна стойност за САЩ 0,55/1,6 km.
През 2012 г. кметът на София Йорданка Фандъкова съобщава, че строителството на Трети метродиаметър започва през 2015 г., като е обявено, че линията ще бъде построена като класическо метро.
На 26 август 2020 г. влиза в експлоатация част от метролиния М3 между станциите „Бул. Цар Борис III / Красно село“ и „Хаджи Димитър“.
На 24 април 2021 г. влиза в експлоатация част от метролиния М3 между станциите „Бул. Цар Борис III / Красно село“ и „Горна баня“.

#### Настоящо състояние
Въведена в експлоатация на 26 август 2020 г.
Пусков участък – 8 станции от МС бул. Цар Борис III / Красно Село (разположена на бул. „Житница“ в близост до кръстовището с бул. „Цар Борис ІІІ“) до МС Хаджи Димитър (разположена на бул. „Владимир Вазов“). Дължина на трасето – 8 km.
Всички станции от „Трети метродиаметър“ имат автоматични перонни предпазни врати. Автоматични перонни предпазни врати са поставени и на две от станциите по Първи метродиаметър – „Опълченска“ и „Стадион „Васил Левски“.
Метростанции
Основно трасе 
- Ботевградско шосе – на пресечката на бул. „Ботевградско шосе“ и бул. „Източна тангента“ – далечна перспектива
- Ген. Владимир Вазов – на пресечката бул. „Владимир Вазов“ с ул. „Станислав Доспевски“ между ж.к. „Левски В“ и ж.к. „Левски Г“ – в строеж от 21 март 2022 г.
- Витиня – на пресечката на бул. „Владимир Вазов“ с ул. „Резбарска” и ул. „Витиня“ при ж.к. „Сухата река“ – в строеж от 21 март 2022 г.
- Стадион „Георги Аспарухов“ – на пресечката на бул. „Владимир Вазов“ с бул. „Васил Кънчев“ при ж.к. „Стефан Караджа“ – в строеж от 21 март 2022 г.
- Хаджи Димитър – на пресечката на бул. „Владимир Вазов“ с ул. „Ильо Войвода“ при ж.к. „Хаджи Димитър“ – в експлоатация от 26 август 2020 г.
- Театрална – на пресечката на бул. „Евлоги и Христо Георгиеви“ с бул. „Янко Сакъзов“ при парк „Заимов“ – в експлоатация от 26 август 2020 г.
- Орлов мост (възлова с МД1) – на пресечката на бул. „Евлоги и Христо Георгиеви“ с бул. „Цариградско шосе“ при пл .„Орлов мост“, възлова с Линия 1 – в експлоатация от 26 август 2020 г.
- Св. Патриарх Евтимий – на пресечката на бул. „Васил Левски“ с бул. „Патриарх Евтимий“ при кино „Одеон“ – в експлоатация от 26 август 2020 г.
- НДК 2 (възлова с МД2) – на пресечката на бул. „Патриарх Евтимий“ с бул. „Витоша“ при „НДК“, възлова с Линия 2 – в експлоатация от 26 август 2020 г.
- Медицински университет – на пресечката на бул. „Св. Георги Софийски“ с бул. „Пенчо Славейков“ при Медицинска академия – в експлоатация от 26 август 2020 г.
- България – на пресечката на бул. „Иван Гешов“ с бул. „България“ при ж.к. „Хиподрума“ и ж.к. „Белите брези“ – в експлоатация от 26 август 2020 г.
- Красно Село – на пресечката на бул. „Цар Борис III“ с бул. „Гоце Делчев“ при ж.к. „Красно село“ – в експлоатация от 26 август 2020 г.
- Овча купел – на пресечката на бул. „Президент Линкълн“ с бул. „Никола Мушанов“ при ж.к. „Овча купел 1“ – в експлоатация от 24 април 2021 г.
- Мизия – на пресечката на бул. „Монтевидео“ с бул. „Западна тангента“ в ж.к. „Овча купел 1“ – в експлоатация от 24 април 2021 г.
- Овча купел 2 – на ул. „Централна“ в ж.к. „Овча купел 2“ при МБАЛ Доверие – в експлоатация от 24 април 2021 г.
- Горна баня – на пресечката на ул. „Централна“ с ул. „Бойчо Бойчев“ при кв. „Горна баня“, възлова с жп линията София – Перник – Кулата – в експлоатация от 24 април 2021 г.

Източно разклонение 
- Ситняково – на пресечката на бул. „Ситняково“ с ул. „Гео Милев“ при Националния военноисторически музей – в строеж от 27 ноември 2023 г.
- Гео Милев – на пресечката на ул. „Гео Милев“ с ул. „Николай Коперник“ при ж.к. „Гео Милев“ – в строеж от 27 ноември 2023 г.
- Слатина – на пресечката на ул. „Гео Милев“ с ул. „Иван Димитров – Куклата“ при ж.к. „Слатина“ и ж.к. „Христо Смирненски“ – в строеж от 27 ноември 2023 г.
- Шипченски проход – на пресечката на бул. „Асен Йорданов“ с бул. „Шипченски проход“ при спортен комплекс „ЦСКА Червено знаме“ – в строеж от 27 ноември 2023 г.
- Арена София – на бул. „Асен Йорданов“  при спортна зала „Арена София“ – в строеж от 27 ноември 2023 г.
- Тракия – под южното локално платно на бул. „Цариградско шосе“ между ул. „Димитър Моллов“ и бул. „Йерусалим“ при Окръжна болница „Св. Анна“ и кв. „Полигона“ – в строеж от 27 ноември 2023 г.

Южно разклонение
През 2013 г. се обсъжда разклонение на метрото по протежението на ул. Дойран и бул. Братя Бъкстон, но не е смятано за толкова важно, колкото това към Слатина и затова е определено като далекоперспетивно. Когато този проект бъде завършен, той ще бъде част от линия М6 и така линията ще започва от НИМ/Бояна до УМБАЛ „Св.Анна“. 
Планирани са 5 станции.
- МЕТРОСТАНЦИЯ 1 – разположена на кръстовището на ул. Дойран с бул. Гоце Делчев
- МЕТРОСТАНЦИЯ 2 – разположена на кръстовището на ул. Ген. Стефан Тошев с бул. Тодор Каблешков
- МЕТРОСТАНЦИЯ 3 – разположена на кръстовището на ул. Вихрен с бул. Братя Бъкстон
- МЕТРОСТАНЦИЯ 4 – разположена на кръстовището на бул. Братя Бъкстон със СОП
- МЕТРОСТАНЦИЯ 5 – разположена на кръстовището на ул. Александър Пушкин с ул. Иваница Данчев и ул. Даскал Стоян Попандреев

## Подвижен състав

### Тип 81 – 717.4/81 – 714.4 и 81 – 717.4К/81 – 714.4К
Метровлаковете „номерной“ представляват първото поколение подвижен състав в Софийското метро и се експлоатират от 1998 г. Произведени са за нуждите на „Метрополитен София“ от „Метровагонмаш“ в гр. Митищи, Московска област, Русия още през 1989 – 90 г. Доставени са общо 48 вагона, композирани в 12 бр. 4-вагонни влака.
През май 2019 г. се пристъпва към поетапен капитален ремонт с модернизация и така до пролетта на 2022 г. осем от общо дванадесет „номерни“ състава са обновени. Модернизираните вагони са бели с червена и зелена ливрея. Срокът на експлоатация е увеличен с поне 15 години.
Командните вагони тип 81 – 717.4 носят инвентарни номера от 1001 до 1024, а междинните тип 81 – 714.4 са с номера 5001 – 5024.
| Списък на метровлаковете от типа 81-717.4/81-714.4 | Списък на метровлаковете от типа 81-717.4/81-714.4 | Списък на метровлаковете от типа 81-717.4/81-714.4 | Списък на метровлаковете от типа 81-717.4/81-714.4 | Списък на метровлаковете от типа 81-717.4/81-714.4                                          |
| Номер на влака                                     | Година на производство                             | Номера на вагоните                                 | Модификация                                        | Цвят на вагоните                                                                            |
| -------------------------------------------------- | -------------------------------------------------- | -------------------------------------------------- | -------------------------------------------------- | ------------------------------------------------------------------------------------------- |
| А1                                                 | 1990                                               | 1019-5019- 5020-1020                               | 81–717.4К / 81-714.4К                              | бял със зелена ливрея и зелени врати (модернизиран през 2019 г.)                            |
| А2                                                 | 1990                                               | 1008-5009- 5008-1009                               | 81-717.4К / 81-714.4К                              | бял с червена ливрея и червени врати (модернизиран през 2019 г.)                            |
| А3                                                 | 1990                                               | 1014-5014- 5015-1015                               | 81-717.4 / 81-714.4                                | син с бели ленти отстрани, после сив със сини, червени и зелени ленти отстрани и сиви врати |
| А4                                                 | 1990                                               | 1011-5011- 5012-1012                               | 81-717.4 / 81-714.4                                | син с бели ленти отстрани, после сив със сини, червени и зелени ленти отстрани и сиви врати |
| А5                                                 | 1990                                               | 1010-5010- 5013-1013                               | 81-717.4 / 81-714.4                                | син с бели ленти отстрани, после сив със зелени врати и зелени ленти отстрани               |
| А6                                                 | 1990                                               | 1016-5016- 5022-1022                               | 81-717.4К / 81-714.4К                              | бял с червена ливрея и червени врати (модернизиран през 2021 г.)                            |
| А7                                                 | 1990                                               | 1017-5017- 5023-1021                               | 81-717.4К / 81-714.4К                              | бял със зелена ливрея и зелени врати (модернизиран през 2021 г.)                            |
| А8                                                 | 1990                                               | 1018-5018- 5021-1023                               | 81-717.4К / 81-714.4К                              | бял с червена ливрея и червени врати (модернизиран през 2021 г.)                            |
| А9                                                 | 1989                                               | 1001-5001- 5005-1005                               | 81-717.4К / 81-714.4К                              | бял със зелена ливрея и зелени врати (модернизиран през 2022 г.)                            |
| А10                                                | 1989                                               | 1002-5002- 5006-1006                               | 81-717.4К / 81-714.4К                              | бял с червена ливрея и червени врати (модернизиран през 2022 г.)                            |
| А11                                                | 1989 – 90                                          | 1003-5003- 5007-1007                               | 81-717.4К / 81-714.4К                              | бял със зелена ливрея и зелени врати (модернизиран през 2022 г.)                            |
| А12                                                | 1989 – 90                                          | 1004-5004- 5024-1024                               | 81-717.4 / 81-714.4                                | син с бели ленти отстрани, после сив със зелени врати и зелени ленти отстрани               |

### Тип 81 – 740.2/81 – 741.2 и 81 – 740.2Б/81 – 741.2Б
Влаковете „Русич“ са второто поколение подвижен състав, експлоатирано в Софийския метрополитен. Произведени са и адаптирани за нуждите на Софийския метрополитен също от руската фирма ОАО „Метровагонмаш“.
Доставката и експлоатаицията на този тип влакове започва от 2005 г. с доставяне на първия опитен състав от модификацията 81 – 740.2/741.2. До 2009 г. са доставени още 8 влака, а през 2010 г. – още 3 влака, но от доразработената модификация 81 – 740.4/741.4 (експлоатирана в Московското метро и Казанското метро), която за нуждите на Софийското метро получава индекс 2Б. През 2012 г. се доставят още 18 влака от модификация 81 – 740.2Б/741.2Б за нуждите на Първи и Втори метродиаметър.
| Списък на вагоните тип Русич в метродепо Обеля | Списък на вагоните тип Русич в метродепо Обеля | Списък на вагоните тип Русич в метродепо Обеля | Списък на вагоните тип Русич в метродепо Обеля | Списък на вагоните тип Русич в метродепо Обеля |
| Номер на влака                                 | Година на производство                         | Номера на вагоните                             | Модификация                                    | Цвят на ливреята                               |
| ---------------------------------------------- | ---------------------------------------------- | ---------------------------------------------- | ---------------------------------------------- | ---------------------------------------------- |
| А21                                            | 2005                                           | 2001-6001-2002                                 | 81 – 740.2/741.2                               | оранжева                                       |
| А22                                            | 2005                                           | 2003-6002-2004                                 | 81 – 740.2/741.2                               | оранжева                                       |
| А23                                            | 2005                                           | 2005-6003-2006                                 | 81 – 740.2/741.2                               | оранжева                                       |
| А24                                            | 2006                                           | 2007-6004-2008                                 | 81 – 740.2/741.2                               | светло зелена                                  |
| А25                                            | 2006                                           | 2009-6005-2010                                 | 81 – 740.2/741.2                               | светло зелена                                  |
| А26                                            | 2006                                           | 2011-6006-2012                                 | 81 – 740.2/741.2                               | светло зелена                                  |
| А27                                            | 2009                                           | 2013-6007-2014                                 | 81 – 740.2/741.2                               | синя                                           |
| А28                                            | 2009                                           | 2015-6008-2016                                 | 81 – 740.2/741.2                               | синя                                           |
| А29                                            | 2009                                           | 2017-6009-2018                                 | 81 – 740.2/741.2                               | синя                                           |
| А30                                            | 2010                                           | 2019-6010-2020                                 | 81 – 740.2Б/741.2Б                             | тъмно синя                                     |
| А31                                            | 2010                                           | 2021-6011-2022                                 | 81 – 740.2Б/741.2Б                             | тъмно синя                                     |
| А32                                            | 2010                                           | 2023-6012-2024                                 | 81 – 740.2Б/741.2Б                             | тъмно синя                                     |
| А33                                            | 2012                                           | 2025-6013-2026                                 | 81 – 740.2Б/741.2Б                             | тъмно зелена                                   |
| А34                                            | 2012                                           | 2027-6014-2028                                 | 81 – 740.2Б/741.2Б                             | тъмно зелена                                   |
| А35                                            | 2012                                           | 2029-6015-2030                                 | 81 – 740.2Б/741.2Б                             | тъмно зелена                                   |
| А36                                            | 2012                                           | 2031-6016-2032                                 | 81 – 740.2Б/741.2Б                             | тъмно зелена                                   |
| А37                                            | 2012                                           | 2033-6017-2034                                 | 81 – 740.2Б/741.2Б                             | тъмно зелена                                   |
| А38                                            | 2012                                           | 2035-6018-2036                                 | 81 – 740.2Б/741.2Б                             | тъмно зелена                                   |
| А39                                            | 2012                                           | 2037-6019-2038                                 | 81 – 740.2Б/741.2Б                             | лилава                                         |
| А40                                            | 2012                                           | 2039-6020-2040                                 | 81 – 740.2Б/741.2Б                             | лилава                                         |
| А41                                            | 2012                                           | 2041-6021-2042                                 | 81 – 740.2Б/741.2Б                             | лилава                                         |
| А42                                            | 2012                                           | 2043-6022-2044                                 | 81 – 740.2Б/741.2Б                             | лилава                                         |
| А43                                            | 2012                                           | 2045-6023-2046                                 | 81 – 740.2Б/741.2Б                             | лилава                                         |
| А44                                            | 2012                                           | 2047-6024-2048                                 | 81 – 740.2Б/741.2Б                             | лилава                                         |
| А45                                            | 2012                                           | 2049-6025-2050                                 | 81 – 740.2Б/741.2Б                             | цикламено червена                              |
| А46                                            | 2012                                           | 2051-6026-2052                                 | 81 – 740.2Б/741.2Б                             | цикламено червена                              |
| А47                                            | 2012                                           | 2053-6027-2054                                 | 81 – 740.2Б/741.2Б                             | цикламено червена                              |
| А48                                            | 2012                                           | 2055-6028-2056                                 | 81 – 740.2Б/741.2Б                             | цикламено червена                              |
| А49                                            | 2012                                           | 2057-6029-2058                                 | 81 – 740.2Б/741.2Б                             | цикламено червена                              |
| А50                                            | 2012                                           | 2059-6030-2060                                 | 81 – 740.2Б/741.2Б                             | цикламено червена                              |
| А51                                            | 2013                                           | 2061-6031-2062                                 | 81 – 740.2Б/741.2Б                             | лилава                                         |
| A52                                            | 2013                                           | 2063-6032-2064                                 | 81 – 740.2Б/741.2Б                             | лилава                                         |
| А53                                            | 2013                                           | 2065-6033-2066                                 | 81 – 740.2Б/741.2Б                             | лилава                                         |
| A54                                            | 2013                                           | 2067-6034-2068                                 | 81 – 740.2Б/741.2Б                             | керемидено червена                             |
| A55                                            | 2013                                           | 2069-6035-2070                                 | 81 – 740.2Б/741.2Б                             | керемидено червена                             |
| A56                                            | 2013                                           | 2071-6036-2072                                 | 81 – 740.2Б/741.2Б                             | керемидено червена                             |
| A57                                            | 2013                                           | 2073-6037-2074                                 | 81 – 740.2Б/741.2Б                             | керемидено червена                             |
| A58                                            | 2013                                           | 2075-6038-2076                                 | 81 – 740.2Б/741.2Б                             | тъмно зелена                                   |
| A59                                            | 2013                                           | 2077-6039-2078                                 | 81 – 740.2Б/741.2Б                             | тъмно зелена                                   |
| A60                                            | 2013                                           | 2079-6040-2080                                 | 81 – 740.2Б/741.2Б                             | тъмно зелена                                   |

През 2013 г. във връзка с разширението на Първи метродиаметър се произвеждат още 10 влака от типа 81 – 740.2Б/741.2Б. Към началото на ноември поръчката е финализирана.
В експлоатация са 40 влака, съставени от 120 двусекционни вагона.

### Тип Siemens Inspiro
По „Трети метродиаметър“ влаковете са с горно захранване (пантограф). За тази линия са поръчани 20 тривагонни двусекционни влака Siemens Inspiro с опция за още 10 влака. През януари 2019 г. е съобщено, че ще бъдат поръчани и предвидените в опцията 10 тривагонни двусекционни влака. Така още от самото начало линията е обслужвана от 30 влака. На 25 юли 2020 г. първият от допълнителните 10 влака пристига в София. Към 25 април 2021 г. и последният от влаковете е в София.
| Списък на метровагоните тип Siemens Inspiro в метродепо Земляне | Списък на метровагоните тип Siemens Inspiro в метродепо Земляне | Списък на метровагоните тип Siemens Inspiro в метродепо Земляне | Списък на метровагоните тип Siemens Inspiro в метродепо Земляне | Списък на метровагоните тип Siemens Inspiro в метродепо Земляне |
| номер на влака                                                  | Година на производство                                          | Номера на вагоните                                              | Цвят на ливреята                                                |                                                                 |
| --------------------------------------------------------------- | --------------------------------------------------------------- | --------------------------------------------------------------- | --------------------------------------------------------------- | --------------------------------------------------------------- |
| B1                                                              | 2016                                                            | 3001-7001-3002                                                  | тюркоазена                                                      |                                                                 |
| B2                                                              | 2016                                                            | 3003-7002-3004                                                  | тюркоазена                                                      |                                                                 |
| B3                                                              | 2016                                                            | 3005-7003-3006                                                  | тюркоазена                                                      |                                                                 |
| B4                                                              | 2016                                                            | 3007-7004-3008                                                  | тюркоазена                                                      |                                                                 |
| B5                                                              | 2016                                                            | 3009-7005-3010                                                  | тюркоазена                                                      |                                                                 |
| B6                                                              | 2016                                                            | 3011-7006-3012                                                  | тюркоазена                                                      |                                                                 |
| B7                                                              | 2016                                                            | 3013-7007-3014                                                  | тюркоазена                                                      |                                                                 |
| B8                                                              | 2016                                                            | 3015-7008-3016                                                  | тюркоазена                                                      |                                                                 |
| B9                                                              | 2016                                                            | 3017-7009-3018                                                  | тюркоазена                                                      |                                                                 |
| B10                                                             | 2016                                                            | 3019-7010-3020                                                  | тюркоазена                                                      |                                                                 |
| B11                                                             | 2016                                                            | 3021-7011-3022                                                  | тюркоазена                                                      |                                                                 |
| B12                                                             | 2016                                                            | 3023-7012-3024                                                  | тюркоазена                                                      |                                                                 |
| B13                                                             | 2016                                                            | 3025-7013-3026                                                  | тюркоазена                                                      |                                                                 |
| B14                                                             | 2016                                                            | 3027-7014-3028                                                  | тюркоазена                                                      |                                                                 |
| B15                                                             | 2016                                                            | 3029-7015-3030                                                  | тюркоазена                                                      |                                                                 |
| B16                                                             | 2016                                                            | 3031-7016-3032                                                  | тюркоазена                                                      |                                                                 |
| B17                                                             | 2016                                                            | 3033-7017-3034                                                  | тюркоазена                                                      |                                                                 |
| B18                                                             | 2016                                                            | 3035-7018-3036                                                  | тюркоазена                                                      |                                                                 |
| B19                                                             | 2016                                                            | 3037-7019-3038                                                  | тюркоазена                                                      |                                                                 |
| B20                                                             | 2016                                                            | 3039-7020-3040                                                  | тюркоазена                                                      |                                                                 |
| B21                                                             | 2020                                                            | 3041-7021-3042                                                  | тюркоазена                                                      |                                                                 |
| B22                                                             | 2020                                                            | 3043-7022-3044                                                  | тюркоазена                                                      |                                                                 |
| B23                                                             | 2020                                                            | 3045-7023-3046                                                  | тюркоазена                                                      |                                                                 |
| B24                                                             | 2020                                                            | 3047-7024-3048                                                  | тюркоазена                                                      |                                                                 |
| B25                                                             | 2021                                                            | 3049-7025-3050                                                  | тюркоазена                                                      |                                                                 |
| B26                                                             | 2021                                                            | 3051-7026-3052                                                  | тюркоазена                                                      |                                                                 |
| B27                                                             | 2021                                                            | 3053-7027-3054                                                  | тюркоазена                                                      |                                                                 |
| B28                                                             | 2021                                                            | 3055-7028-3056                                                  | тюркоазена                                                      |                                                                 |
| B29                                                             | 2021                                                            | 3057-7029-3058                                                  | тюркоазена                                                      |                                                                 |
| В30                                                             | 2021                                                            | 3059-7030-3060                                                  | тюркоазена                                                      |                                                                 |

## Бъдещо разширяване

### Участък от „Люлин“ до Околовръстен път и Божурище
Предвижда се продължение на трасето по булевард „Царица Йоанна“ до западната част на околовръстния път. Целта е да се осигури връзĸa с индустриалната зона в Божурище и обслужване на 30 хил. души само в Люлин. Общата дължина е 1,5 km, като се предвиждат 2 нови метростанции. Разширението е в процес на проектиране. Обявена е обществена поръчка.

### Участък от „Черни връх“ до „Студентски град“
Трасето е разширение на Втори метродиаметър, като целта е да свързва кварталите „Лозенец“ и „Cтудентски град“. Предвижда се да има обща дължина от 5 km и 5 нови станции:
- МЕТРОСТАНЦИЯ 1 – Кръстовището на бул. „Черни връх“ и ул. „Димитър Манчев“
- МЕТРОСТАНЦИЯ 2 – Кръстовището на ул. „Проф. Васил Арнаудов“ и ул. „Стефан Савов“
- МЕТРОСТАНЦИЯ 3 – Кръстовището на бул. „Симеоновско шосе“ и ул. „Проф. д-р Иван Странски“ (с подземен паркинг)
- МЕТРОСТАНЦИЯ 4 – Кръстовището на ул. „Акад. Стефан Младенов“ и ул. „Проф. Атанас Иширков“ (при НСА)
- МЕТРОСТАНЦИЯ 5 – Кръстовището на ул. „Акад. Стефан Младенов“ и бул. „8-и декември“ (при УНСС)

При строителството на този участък ще се изгради отклонение за бъдещо разширение към лифт „Симеоново“.

### Участък между „Цариградско шосе“ и Военна академия
Това е най-дългото предвидено разширение на софийското метро. Проектът включва осигуряване на връзĸa между булевард „Цариградсĸo шосе“ и ĸварталите „Гео Милев“ и „Cлатина“. Трасето трябва да бъде с дължина от 6 km и 6 метростанции:
- МЕТРОСТАНЦИЯ 1 – на кръстовището на ул. „Гео Милев“ с бул. „Ситняково“ при Национален военноисторически музей[24]
- МЕТРОСТАНЦИЯ 2 – на кръстовището на ул. „Гео Милев“ с ул. „Николай Коперник“
- МЕТРОСТАНЦИЯ 3 – на кръстовището на ул. „Гео Милев“ с ул. „Иван Димитров – Куклата“
- МЕТРОСТАНЦИЯ 4 – до кръстовището на бул. „Шипченски проход“ с бул. „Асен Йорданов“
- МЕТРОСТАНЦИЯ 5 – на бул. „Асен Йорданов“ между Арена София и София Тех Парк
- МЕТРОСТАНЦИЯ 6 – на бул. „Цариградско шосе“ в южното локално платно между ул. „Димитър Моллов“ и бул. „Йерусалим“

### Участък от ул. Кюстендил до Бояна
Планирано като далекоперспективно.
- МЕТРОСТАНЦИЯ 1 – разположена на кръстовището на ул. Дойран с бул. Гоце Делчев
- МЕТРОСТАНЦИЯ 2 – разположена на кръстовището на ул. Ген. Стефан Тошев с бул. Тодор Каблешков
- МЕТРОСТАНЦИЯ 3 – разположена на кръстовището на ул. Вихрен с бул. Братя Бъкстон
- МЕТРОСТАНЦИЯ 4 – разположена на кръстовището на бул. Братя Бъкстон със СОП
- МЕТРОСТАНЦИЯ 5 – разположена на кръстовището на ул. Александър Пушкин с ул. Иваница Данчев и ул. Даскал Стоян Попандреев

## Депа
Съхранението, поддръжката и експлоатацията на подвижния състав предназначен за линии 1 и 2 се извършва в депо „Обеля“. Завършено няколко години след доставката на първите влакове на Софийския метрополитен, модернизирано и разширено през 2010 – 2012 г., то ще може да обслужва и двете линии след завършването им. Подходите за депото се намират между метростанциите „Сливница“ и „Обеля“.
Второто метродепо в София се намира на територията на АП Земляне. Въведено в експлоатация на 26 август 2020, то служи за поддръжката на влаковете предназначени за линия 3 на Софийския метрополитен. Подходите за него се намират между станциите „Бул. Цар Борис III / Красно Село“ и „Овча Купел“.

## Критики
- Заради метрото няколко трамвайни и автобусни маршрути са закрити, включително такива довеждащи до метрото. Инвестиции в подвижен състав почти няма. Между 2006 г. и 2018 г. София закупува само 25 нови трамвая. Наземният градски транспорт се влошава с всяка година, а интервалите на движение на трамваите не спират да растат.
- Метростанциите в София са с къси 105 метрови перони. Това налага къси 80-метрови влакове, вместо стандартните 120 m. Влаковете на новата трета метролиния са 60 m.
- Метрото оперира на големи интервали – в 16:00 часа интервалът на М2 е 8 – 9 минути. След 20:00 часа интервалът достига 14 минути. Последните курсове на метрото са преди полунощ.[25]

## Разни
- Вторият радиус на „Първи метродиаметър“ започва да се изгражда със заем от Японската банка за международно сътрудничество. Заемът възлиза на 12,894 млрд. японски йени (104,034 млн. щатски долара) към датата на подписване на договора 6 февруари 2002 г. Заемополучател е Столичната община. Заемът влиза в сила от 26 юли 2002 г., а срокът за усвояването му е 7 години, т.е. до 26 юли 2009 г. През 2009 г. срокът е удължен до 2011 г. поради забавяне на строителството. Срокът за изплащане на заема е 20 години – от 2012 до 2032 г., при годишна лихва 1,8%.
- Японското дружество „Тайсей Корпорейшън“ прокопава тунелите на Първи диаметър в участъка пл. „Независимост“ – Национален стадион „Васил Левски“ с механизирана тунелопробивна машина (ТПМ), придобила популярност с названието „къртица“. Тунелите са еднопътни с диаметър 5,82 m. Специален 200-тонен кран, докаран от АЕЦ „Козлодуй“, я спуска на части в предварително изкопания монтажен котлован на метростанцията при Национален стадион „Васил Левски“. Сглобена е на място и започва постепенно да навлиза под земята. Най-напред се прокопават двата еднопътни тунела в участъка Национален стадион „Васил Левски“ – СУ „Св. Климент Охридски“, а после тунелопробивният механизиран комплекс прокопава и двата тунела между СУ „Св. Климент Охридски“ и метростанция „Сердика“.
- След метростанцията при Националния стадион пътят на метрото продължава по двупътен тунел, строен през 1980-те години за подземно трамвайно трасе, отговарящо на метростандартите. По-късно се взема решение трасето на метрото да премине по него.
- „Метрополитен“ ЕАД дълго време отказва да превозва велосипеди в метрото. Според Стоян Братоев в Европа в метрото не се превозвали велосипеди, това се правело само в регионални влакове.[40] След дълъг спор между неправителствени организации и Столичната община през 2011 г. превоз на велосипеди все пак е разрешен, но остава изключително ограничен – след 21 часа през делнични дни, целодневно само през почивни дни. В това отношение метрото в София има една от най-рестриктивните и неудобни за велосипедистите правила в цяла Европа.[41] Отначало превозът се заплаща с единичен билет или електронен импулс на стойност 1 лв., но от 1 юни 2016 г. цената е повишена на 1,60 лв.[42]
- Строителството на Софийското метро е най-евтиното в Европа. Стойността на 1 km възлиза на 30 – 38 млн. евро. Цената за това са скъсените перони на метростанциите (102 м спрямо 120 при първоначалния проект), плитко и наземно изгражданите участъци от тунелите, както и използването на построения през 1980-те години тунел под бул. „Драган Цанков“.
- Средното разстояние между метростанциите от „Първи метродиаметър“ е 1100 m. Метростанциите в първия метрорадиус са с дължина на перона 120 м, а на втория метрорадиус – 102 m.
- Само за 1 месец след пускането в експлоатация на метростанция „СУ „Св. Климент Охридски“ дневният пътникопоток е увеличен до 163 хиляди души и продължава да расте. В края на декември 2009 г. е надхвърлена нова граница – 201 хил. пътници.
- Средното разстояние между метростанциите от „Втори метродиаметър“ е 912 m. Метростанциите са с дължина на перона 102 m. Максимално допустима скорост на движение по трасето – 80 km/h.
- 150 ескалатора и 155 асансьора помагат за придвижването на пътниците в метрополитена.
- Към 2010 г. в метрото работят 624 души, както следва: Централно управление – 30 служители; Управление „Експлоатация“ – 558 служители; управление „Инвестиционна дейност“ – 36 служители.[43]
- „Втори метродиаметър“ в участъка от надлез „Надежда“ до НДК се прокопава с двупътна тунелопробивна машина (щит, къртица), производство на германското дружество „Херенкнехт“, с външен диаметър на тунела 9,45 m.[44] Съоръжението е с тегло над 1600 t и дължина 85 m, прокопава средно по 9 м на денонощие (около 1000 m³ или 50 камиона изкопен материал), а в процеса са ангажирани 35 души. Машината е превозена по река Дунав до Белене, а до София – на платформи, където е сглобена и започва прокопаването на 6 април 2010 г.[45]
- Цената на билета за метрото към 2016 година е 1,60 лв. Освен това при закупуване на дневна карта с цена 4 лв. за градския транспорт, тя важи не само за автобусите, тролейбусите и трамваите, но и за метрото.
- Средната скорост към 2010 г. е 38,84 km/h. За сравнение автобусите в София се движат с 19,4 km/h, а трамваите – с 12,7 km/h.[46]
- Трети метродиаметър е единствената метролиния без островни перони.

## Метростанции
- Първи метродиаметър
- Метростанция „Летище София“
- Метростанция „Софийска Света гора“
- Метростанция „Искърско шосе“
- Метростанция „Дружба“
- Метростанция „ Интер Експо Център – Цариградско шосе“
- Метростанция „Младост 3“
- Метростанция „Бизнес парк София“
- Метростанция „Александър Теодоров-Балан“
- Метростанция „Александър Малинов“
- Метростанция „Младост 1“
- Метростанция „Мусагеница“
- Метростанция „Г. М. Димитров“
- Метростанция „Ф. Жолио-Кюри“
- Метростанция „Стадион „Васил Левски“
- Метростанция „СУ „Св. Климент Охридски“
- Метростанция „Сердика“
- Метростанция „Опълченска“
- Метростанция „Константин Величков“
- Метростанция „Вардар“
- Метростанция „Западен парк“
- Метростанция „Люлин“
- Метростанция „Сливница“

- Втори метродиаметър
- Метростанция „Обеля“
- Метростанция „Ломско шосе“
- Метростанция „Бели Дунав“
- Метростанция „Надежда“
- Метростанция „Хан Кубрат“
- Метростанция „Княгиня Мария Луиза“
- Метростанция „Централна жп гара“
- Метростанция „Лъвов мост“
- Метростанция „Сердика 2“
- Метростанция „Национален дворец на културата“
- Метростанция „Европейски съюз“
- Метростанция „Джеймс Баучер“
- Метростанция „Витоша“

- Трети метродиаметър
- Метростанция „Хаджи Димитър“
- Метростанция „Театрална“
- Метростанция „Орлов мост“
- Метростанция „Св. Патриарх Евтимий“
- Метростанция „НДК“
- Метростанция „Медицински университет“
- Метростанция „Бул. България“
- Метростанция „Бул. Цар Борис III / Красно село“
- Метростанция „Овча купел“
- Метростанция „Мизия / НБУ“
- Метростанция „Овча купел 2“
- Метростанция „Горна баня“